# Smeeth
Smeeth is een civil parish in het bestuurlijke gebied Ashford, in het Engelse graafschap Kent met 924 inwoners.